# Inyoka swazicus
Inyoka swazicus is een slang uit de familie Lamprophiidae.

## Naam en indeling
De wetenschappelijke naam van de soort werd voor het eerst voorgesteld door Nielen Schaefer in 1970. Oorspronkelijk werd de wetenschappelijke naam Lamprophis swazicus gebruikt. Het is de enige soort uit het monotypische geslacht Inyoka. De soort behoorde tot 2011 tot het geslacht Lamprophis, waardoor de verouderde wetenschappelijke naam in de literatuur wordt gebruikt.

## Uiterlijke kenmerken
De slang bereikt een totale lichaamslengte van ongeveer 40 tot 50 centimeter inclusief staart. De ogen zijn relatief groot, de dorsale schubben zijn glad en lijken een gepolijst oppervlak te hebben. De slang heeft zeventien rijen schubben in de lengte op het midden van het lichaam en 165 tot 208 schubben aan de buikzijde. Onder de staart zijn gepaarde schubben aanwezig.

## Levenswijze
Op het menu staan voornamelijk hagedissen maar ook vogels kunnen worden buitgemaakt. De vrouwtjes zetten eieren af, deze hebben een langwerpige vorm.

## Verspreiding en habitat
De slang komt voor in delen van zuidelijk Afrika, en is alleen bekend in Swaziland en de Zuid-Afrikaanse provincie Transvaal. De habitat bestaat uit droge savannen en tropische en subtropische graslanden, zowel in hooggelegen gebieden als droge graslanden. De soort is aangetroffen op een hoogte van ongeveer 1400 tot 1900 meter boven zeeniveau.

## Beschermingsstatus
Door de internationale natuurbeschermingsorganisatie IUCN is de beschermingsstatus 'veilig' toegewezen (Least Concern of LC).